# جون بول (قسيس)
جون بول (و. 1338 – 1381 م) هو قسيس، وبرسبيتر شيخ، وسياسي من مملكة إنجلترا، ولد في سانت ألبانز، توفي في كوفنتري، عن عمر يناهز 43 عاماً، بسبب العقاب في العصور الوسطي.

## التعليم
تعلم في St Albans School, Hertfordshire ‏
.